# Ludwig Ferdinand Wilhelmy
Ludwig Ferdinand Wilhelmy (1812 - 1864) fou un químic alemany que dugué a terme estudis per primera vegada sobre cinètica química.
Wilhelmy estudià a Heidelberg, on obtingué el doctorat el 1846. Treballà a Heidelberg entre 1849-1854 per després traslladar-se a Berlín. Quant a les seves investigacions destaca l'estudi amb un polarímetre de la reacció de descomposició de la sacarosa, catalitzada per un àcid, en una mescla equimolecular de fructosa i glucosa. Aconseguí plantejar una equació diferencial del procés, i descobrí que la velocitat de reacció era proporcional a les concentracions de sacarosa i d'àcid presents. També estudiar els efectes de la temperatura. Wilhelmy rebé poc crèdit dels seus contemporanis per les seves primeres investigacions en el camp de la cinètica química, perquè era un desconegut i per l'ús innovador de la polarimetria. Resultats semblants foren publicats per Jacobus Henricus van 't Hoff i Svante Arrhenius 30 anys després, amb un impacte molt més gran. També inventà un mètode per mesurar tensions superficials.